# Узбецька радянська енциклопедія
Узбецька радянська енциклопедія (узб. Ўзбек совет энциклопедияси, Oʻzbek sovet ensiklopediyasi) — універсальна енциклопедія узбецькою мовою, що вийшла у 1971—1980 рр. в СРСР. Записана в кириличному варіанті узбецької мови. За кількістю томів (14) була третьою в СРСР після Великої радянської енциклопедії (30 томів) та Української радянської енциклопедії (17 томів). Головним редактором 1-9 томів був доктор філософських наук, академік АН УРСР — Муминов Ібрагім Муминович. Головнив редактором 10-14 томів був академік Зуфаров Камілджан Ахмеджанович. На інформацію з енциклопедії помітний вплив зробила тоталітарна радянсько-комуністична ідеологія.

## Видані томи
| Том | Рік  |                               |
| --- | ---- | ----------------------------- |
| 1   | 1971 | A — Ahqar                     |
| 2   | 1972 | B — Vaqf                      |
| 3   | 1972 | Vaqfnoma — Dehli              |
| 4   | 1973 | Dehnav — Industriya           |
| 5   | 1974 | Industriyalash — Konkurensiya |
| 6   | 1975 | Konkurs — Marmar              |
| 7   | 1976 | Marmar oniksi — Nikelin       |
| 8   | 1976 | Nikellash — Pomir             |
| 9   | 1977 | Pomirdaryo — Sindikat         |
| 10  | 1978 | Sindlar — Tekislik            |
| 11  | 1978 | Tekislik — Fazliy             |
| 12  | 1979 | Fazo — Shashka                |
| 13  | 1979 | Shashmaqom — Qavs             |
| 14  | 1980 | Qavchin — Huquq               |